# Lycaenopsis carnita
Lycaenopsis carnita är en fjärilsart som beskrevs av Hans Fruhstorfer 1921/22. Lycaenopsis carnita ingår i släktet Lycaenopsis och familjen juvelvingar. Inga underarter finns listade i Catalogue of Life.